# مجموعة إن إس أو
مجموعة إن إس أو (بالإنجليزية: NSO Group Technologies)‏ هي شركة تكنولوجيا إسرائيلية تركز في عملها على الاستخبارات الإلكترونية. تأسست الشركة في عام 2010 من قبل نيف كارمي، أومري لافي وَشاليف هوليو،  وتُفيد بعض التقارير إلى أنّ الشركة توظف حوالي 500 شخصًا في مقرها في هرتسليا بالقربِ من تل أبيب.
بلغت الإيرادات السنوية للشركة حوالي 40 مليون دولار في عام 2013 وارتفعت إلى 150 مليون دولار بحلول عام 2015. في حزيران/يونيو من عام 2017 تمّ طرحُ الشركة للبيع بمبلغ مليار دولار من قبل مالكتها شركة فرانسيسكو بارتنرز مانجمنت، وتمّت الصفقة في عام 2019.
تعملُ الشركة – حسب مزاعمِ مجلس إدراتها – على تقديم «الدعم التكنولوجي» لحكومات العالم من أجلِ مساعدتهم على «محاربة الإرهاب والجريمة». في المُقابل اتهمت مؤسسة الجبهة الإلكترونية وهي مجموعة حقوق رقمية بالإضافةِ إلى مؤسّسة سيتزن لاب شركة أو مجموعة إن إس أو بتصميمِ وتطويرِ برامج تُستخدم في عمليات الاختراق والتجسّس على نشطاء حقوق الإنسان والصحفيين في العديد من البلدان.
في عام 2020 ، قامت عمالقة التكنولوجيا شركتا مايكروسوفت وغوغل - بالانضمام إلى المعركة القانونية التي تخوضها فيسبوك ضد الشركة الإسرائيلية وقدموا مذكرة مساندة في محكمة فدرالية حذروا فيها من أن أدوات الشركة «قوية وخطيرة».

## التاريخ
يُعدّ الجنرال المتقاعد أفيغدور بن جال هو الرئيس السابق لمجلس إدارة المجموعة فضلًا عن كونهِ الرئيس السابق أيضًا لشركة صناعات الفضاء الإسرائيلية في تسعينيات القرن العشرين. حسب التسريبات التي حصلت عليها بعض الصُحف فإنّ مؤسسي المجموعة هم أعضاء سابقون في الوحدة 8200 وهيَ وحدة الاستخبارات الإسرائيلية المسؤولة عن جمع الاستخبارات الإشاراتيّة. لقد حصلت مجموعة إن إس أول على تمويلٍ أوّلي من مجموعة من المستثمرين برئاسة إدي شاليف الشريك في صندوق رأس المال الاستثماري شركاء جنيسيس (بالإنجليزية: Genesis Partners)‏، حيثُ استثمرت المجموعة ما مجموعه 1.8 مليون دولار مقابل 30% من أسهم الشركة.
في عام 2012 ذكرت حكومة المكسيك إنها وقعت عقدًا بقيمة 20 مليون دولار مع مجموعة إن إس أو الإسرائيلية دونَ أن تكشفَ عن المزيد بخصوص تفاصيل الصفقة. بعد ثلاث سنوات؛ باعت الشركة تقنيات مُراقبة إلى حكومة بنما وقد أثارت هذهِ الصفقة الثانيّة كثير الجدل بعدما تمّ تسريب عشرات الوثائق والمعلومات سرية من شركة هاكينج تيم الإيطالية والتي كانت تتوّفر على وثائق تخص صفقة الشركة الإسرائيلية مع الحكومة البنميّة.
بالعودةِ إلى عام 2014 فقد اشترت شركة الأسهم الخاصة الأمريكية فرانسيسكو بارتنرز مانجمنت الشركة الإسرائيلية إن إس أو مُقابل 130 مليون دولار. أُفيد في العام الموالي أنّ شركة فرانسيسكو قد عرضت إن إس أو – التي كانت قد سيطرت عليها العام الماضي فقط – بمبلغٍ ناهزَ الواحد مليار دولار. تمّ الإبلاغ عن بيع الشركة في حزيران/يونيو 2017 بنفسِ المبلغ الذي كانت قد طرحتهُ شركة فرانسيسكو بارتنرز مانجمنت ما مكّن هذه الأخيرة من تحقيقِ «أرباحٍ خياليّة» بلغت الضعف حوالي عشرة مرات خصوصًا وأنها كانت قد استحوذت عليها عام 2014 بحوالي 120 مليون دولار فقط.
بعدَ كل الجدل الذي خلقتهُ شركة إن إس أو قامت كل من هيليو ولافي وأفي روزن بتأسيس شركةٍ جديدةٍ حملت اسمَ كايميرا (بالإنجليزية: Kaymera)‏ وهي شركة أمان للهواتف المحمولة وذلك بهدفِ صد هجمات أو برامج مجموعة إن إس أو. تتخذُ كايميرا من هرتسليا بيتوا مقرًا لها وهوَ نفس المقر الذي تقعُ فيه مجموعة إن إس أو. جديرٌ بالذكر هنا أنه وفي أوائل نيسان/أبريل 2019 جمّدت إن إس أو صفقاتها مع المملكة العربية السعودية بعدَ الفضيحة التي خلّفتها بيغاسوس – وهي برمجيّة خبيثة من صُنع شركة إن إس أو – حولَ احتماليّة تورطها في تعقب الصحفي السعودي المُغتَال في قنصليّة بلاده باسطنبول جمال خاشقجي.
```
أظهرت وثيقة من 507 صفحات أعدتها شركة آبل أن شركة Corellium الناشئة في مجال الأمن السيبراني عرضت أو باعت أدواتها لبرامج التجسس وصناع أدوات القرصنة ، بما في ذلك NSO Group في إسرائيل و DarkMatter في الإمارات العربية المتحدة. كانت مجموعة NSO أحد عملاء Corellium المثيرين للجدل الذين يبيعون أدواتها للدول القمعية ذات السجلات السيئة في مجال حقوق الإنسان ، بما في ذلك الإمارات العربية المتحدة. قال Corellium إن كلاً من NSO و DarkMatter كان لهما حق الوصول إلى نسخة تجريبية من برامجهما لفترة محدودة بوظائف محدودة. ومع ذلك ، كشفت الوثائق أن Corellium عملت مع العديد من الشركات لاستخدام أخطاء البرامج واستغلالها لاختراق الهواتف المحمولة التي تعمل بنظام Android و iOS.
[
19
]
```

## برمجية بيغاسوس

### التجسس
في 25 آب/أغسطس 2016 كشفت شركة سيتيزن لاب الكنديّة أنّ البرمجيّة المعروفة باسمِ بيغاسوس والتي طوّرتها شركة إن إس أو الإسرائيلية قد استُخدمت لاختراق هاتفِ الناشط الحقوقي أحمد منصور المعترف بها دوليًا والحائز على جائزة مارتن إينالز لعام 2015 والذي تمّ اعتقالهُ في وقتٍ لاحقٍ في الإمارات العربية المتحدة. لقد نجحت شركة سيتيزن لاب في الوصول إلى هذهِ البرمجية الخبيثة والكشف بما تقومُ به بعدما حصلت على الرسالة التي وصلت للحقوقي منصور في العاشر من آب/أغسطس من نفسِ السنة على هاتفهِ آي فون 6 وهي رسالة نصيّة أُرسلت عبرَ خدمة الرسائل القصيرة وتضمّنت رابطًا مُلغمًا وقابلًا للنقر في نفسِ الوقت.
لقد كشفَ التحليل الذي قامت بهِ سيتيزن لاب بالشراكة مع مؤسّسات أخرى على أنّ برمجية بيغاسوس قد استغلت ثلاث نقاط ضعفٍ كانت لم تُعرف بعد في في نظام آي أو إس. ووفقًا لتحليلات ذات المُؤسسة فيُمكن للبرمجية أن تكسر نظام الآي أو إس من خِلال طريقة الخداع الالكتروني عبرَ إرسال رابط يو آر إل مُلغم والذي مباشرةً بعدما يفتحهُ المستخدم أو مالك الهاتف؛ يُثبت برنامج التهكير على الهاتف بشكلٍ تلقائيّ ما يُمكّن هذا الأخير من الوصول لجميع جهات الاتصال وقراءة كل البيانات بما في ذلك تلكَ المخزنة في بعضِ التطبيقات على غِرار جي ميل، فايبر، فيسبوك، واتساب، تيليجرام وسكايب فضلًا عن إمكانيّة الوصول لموقع الهاتف والمواقع التي كان قد زارها من قبل.
لقد تمكّن الباحثون من معرفة مصدر برمجيّة بيغاسوس من خِلال البيانات التي كانت قد سُرّبت من شركة هاكينج تيم الإيطاليّة فنجحوا في الربطِ بين البرمجية الخبيثة المُعدّة للاختراق والتجسس وبين الشركة الإسرائيلية. بالإضافةِ لأحمد منصور فقد وجدت سيتيزن لاب أن بيغاسوس قد نجحت في التثبتِ على هاتفِ الصحفي المكسيكي رافائيل كابريرا الذي قد استُهدف هو الآخر كما قالت لاب إن هناك احتماليّة كبيرة في استعمال هذهِ البرمجية للتجسس على مواطنين من تركيا، تايلاند، قطر، كينيا أوزبكستان، موزمبيق، المغرب، اليمن، المجر السعودية، نيجيريا والبحرين. أخطرت سيتيزن لاب فريقَ أمان شركة أبل بالثغرة فقامَ هذا الأخير بتصحيح تلكَ العيوب التي نفذت منها بيغاسوس في غضون عشرة أيام ثمّ أصدرت تحديثًا لنظام آي أو إس، في حين تمّ إصدارُ تصحيحٍ لنظام ماك أو إس بعد ستة أيام.
في عام 2017 كشفَ باحثو مختبر سيتيزن لاب أن مكتب الإحصاء الوطني المكسيكي ربما يكونُ قد أرسلَ روابطَ ملغّمة إلى عددٍ منَ العلماء المكسيكيين والعاملين في مجال الصحة العامة. وبحلول تمّوز/يوليو من نفسِ العام اشتكى الفريق الدولي للتحقيق في عملية الاختطاف الجماعي التي وقعت في عام إجوالا عام 2014 من أنهم يعتقدون أن الحكومة المكسيكية كانت تتجسّسُ عليهم قيد التحقيق، كما زعموا أن السلطات المكسيكية قد استخدمت برمجية بيغاسوس لإرسال رسائل تحتوي على روابطَ لدور الجنازة بينما هي في الحقيقةِ روابط تهكير مكّنت الحكومة منَ الاستماع إلى المحققين بطريقة غير قانونيّة. في المُقابل نفت الحكومة المكسيكية مرارًا وتكرارًا قيامها بأيّ اختراقات «غير مرخصة».
في حزيران/يونيو من عام 2018 وجّهت محكمة إسرائيلية إلى موظف سابق في مجموعة إن إس أو تُهمةَ سرقة نسخة من برمجية بيغاسوس ومحاولةِ بيعها عبر الإنترنت بقيمة 50 مليون دولار من العُملة المشفّرَة. وفي كانون الأول/ديسمبر من نفسِ العام خلصَ تحقيق أجرته صحيفة نيويورك تايمز إلى أن برمجية بيغاسوس لعبت دورًا في مقتلِ جمال خاشقجي كما أكّد المُعارض السعودي المُقيم في كندا عمر الزهراني في ذات التحقيق على أن السلطات السعودية استخدمت البرنامج الإسرائيلي للتجسس عليهِ وعلى زميلهِ خاشقجي.
أفادت 17 مؤسسة إعلاميّة في تموز/يوليو 2021 أنَّ مجموعة إن أس أو استخدمت برنامج التجسس بيغاسوس لاستهداف والتجسّس على رؤساء الدول والنشطاء والصحفيين والمعارضين من قبل 11 دولة، بما في ذلك الأنظمة القمعية مثل الإمارات العربية المتحدة والبحرين والسعودية. كان برنامج التجسس مسؤولاً عن استهداف الصحفي السعودي جمال خاشقجي وعائلته وإضافة إلى ذلك، كشف التحقيق عن استهداف أكثر من 50000 رقم هاتفي بما في ذلك صحفيين من الجزيرة، وسي إن إن، وفاينانشال تايمز، ووكالة أسوشيتد برس، ونيويورك تايمز، ووال ستريت جورنال، وبلومبيرج، ولوموند. خلصت التحقيقات في مشروع بيغاسوس إلى أنَّ برنامج التجسس هذا كان بإمكانه إصابة الهواتف حتى دون نقرة على أيّ رابط أو ما شابه هذا.

### نجاحات ملحوظة
نجحت برمجية بيغاسوس في اختراق هاتفِ خواكين غوزمان لويرا المعروف باسم إل شابو حيثُ أنّه وبالعودة إلى عام 2011 فقد اتصلَ الرئيس المكسيكي فيليبي كالديرون بمجموعة إن إس أو لشكرها على دورها المُهم في القبض على غوزمان.

### عمليّات أخرى
حسب تقريرٍ كتبهُ رافائيل ساتر مراسل أسوشيتد برس فإنّ باحثو سيتيزن لاب الذين أبلغوا في أكتوبر 2018 أن برنامج بيغاسوس التابع لشركة إن إس أو قد استُخدمَ في التجسس على هاتف خاشقجي ما أدى لمقتله مباشرة قد تمّ استهدافهم بدورهم لكن هذه المرّة من قِبل «عملاء سريين دوليين». من جهة أخرى كشفَ تقريرٌ لسيتيزن لاب أن برمجية بيغاسوس قد تم زرعها في هاتف آيفون الخاص بالمُعارض السعودي عمر عبد العزيز الزهراني أحد المقربين من خاشقجي والذي قالَ بدورهِ إن جواسيس العربية السعودية قدِ استخدموا ذاك البرنامج لكشف «انتقادات خاشقجي الخاصة للعائلة المالكة السعودية ... لقد لعبت هذهِ البرمجية دورًا رئيسيًا في اغتياله.»